# Johann Friedrich Struensee
El conde Johann Friedrich Struensee (Halle, 5 de agosto de 1737-Copenhague, 28 de abril de 1772) fue un médico alemán y ministro de Dinamarca. Fue médico real del rey Cristián VII de Dinamarca, que sufría problemas mentales, y fue ministro del gobierno de Dinamarca. Ascendió a posiciones de poder llegando a ser el regente de facto del país, donde intentó introducir una serie de profundas reformas. Sus amoríos con la reina Carolina Matilde fueron motivo de escándalo, especialmente tras el nacimiento de una hija, la princesa Luisa Augusta, y fue la catálisis de las intrigas y luchas de poder que causaron su caída y muerte dramática. Falleció soltero y fue ejecutado, al caer en desgracia.

## Control del gobierno
Inicialmente, Struensee tuvo un perfil bajo mientras fue interiorizándose y tomando control de la maquinaria política. Sin embargo, el 10 de diciembre disuelve el Consejo de Estado. Una semana más tarde se designa a sí mismo maître des requêtes. Su tarea oficial era presentar informes al rey de los diversos departamentos del Estado. Pero dado que el rey Christian apenas era responsable por sus actos, Struensee determinaba las respuestas que consideraba apropiadas a su gusto.
Luego, despide a todos los jefes de departamentos y anula el cargo de virrey de Noruega. Por lo tanto el gabinete, con él como su líder, se constituye en la autoridad suprema del Estado. Struensee tuvo poder absoluto durante trece meses, entre el 18 de diciembre de 1770 y el 16 de enero de 1772. Durante este período emite más de 1000 órdenes del gabinete, a un ritmo de más de tres órdenes por día. 
Entre las reformas iniciadas por Struensee figuran:
- Abolición de la tortura
- Abolición del trabajo cautivo (corvée)
- Abolición de la censura de la prensa
- Abolición de la práctica de preferir a los nobles para cargos del Estado
- Abolición de los privilegios nobiliarios
- Abolición de los ingresos que no corresponden a los nobles
- Abolición de las reglas de etiquette en la Corte Real
- Abolición de la aristocracia de la Corte Real
- Abolición del financiamiento por parte del Estado de los fabricantes improductivos
- Abolición de varios días de fiesta
- Creación de un impuesto al juego y al lujo para financiar el cuidado de niños abandonados
- Prohibición del comercio de esclavos en las colonias danesas
- Premiar solo los logros con títulos feudales y distinciones
- Criminalización y castigo del soborno
- Reorganización de las instituciones judiciales para minimizar la corrupción
- Creación de almacenes de grano estatales para regular el precio del grano
- Resignación de tierras a los campesinos
- Reorganización y reducción del ejército
- Reformas de la universidad
- Reforma de las instituciones médicas propiedad del Estado

Otras reformas fueron la abolición de la pena de muerte por robo, la eliminación de abusos desmoralizantes tales como prerrequisitos, y lacayismo en la designación de personal doméstico de hombres poderosos en lucrativos puestos públicos.
Los críticos de Struensee consideraban que no respetaba las costumbres danesas y noruegas, considerándolas prejuicios y queriendo eliminarlas en favor de principios abstractos. Además él no hablaba danés, por lo que se manejaba en idioma alemán. Para asegurarse la obediencia, mandó despedir a numerosos funcionarios de los departamentos del gobierno, sin pensiones o compensaciones, y los substituyó con personas que él designaba. Estos nuevos funcionarios en muchos casos eran hombres sin experiencia que tenían muy escaso conocimiento del país que supuestamente debían gobernar.
Mientras que inicialmente el pueblo danés estuvo a favor de sus reformas, luego comenzaron a oponerse a ellas. Cuando Struensee declara abolida la censura de la prensa, aparecen numerosos panfletos anti-Struensee.
Durante un lapso corto, a pesar de todas sus acciones, la opinión de la clase media le fue favorable. Si hubiera sido un poco más hábil, tal vez hubiera podido evitar la hostilidad e impedir los cambios caóticos que seguirían. Lo que más hizo para poner al pueblo en su contra fue la forma en que hizo a un lado en forma amplia al rey. Y este sentimiento se reforzó, en la medida en que, con excepción de un pequeño círculo de la corte, nadie parecía haber creído que Christian VII estaba loco, sino que su voluntad estaba un poco debilitada. Esta opinión era confirmada por la emisión de la orden del gabinete del 14 de julio de 1771, que designaba a Struensee "gehejme kabinetsminister" o "Geheimekabinetsminister", con autoridad para emitir órdenes del gabinete que tendrían la fuerza de decretos reales, aun cuando no tuvieran el sello real.
Tampoco eran las relaciones de Struensee con la reina menos ofensivas en una nación que tradicionalmente había tenido una veneración con la casa real de Oldemburgo, mientras que la desvergonzada conducta de Carolina Matilde en público ponía a la corte en ridículo. La sociedad que diariamente se reunía en torno al rey y la reina provocaba la burla de los embajadores extranjeros. El rey era poco menos que un elemento decorativo, pero ocasionalmente el rey se obstinaba y se negaba a obedecer las órdenes de Brandt o Struensee. Y una vez, cuando se rebela contra su cuidador Brandt, amenazando con unos azotes por cierta impertinencia, Brandt termina peleando con el rey, y a consecuencia le pega al rey en la cara.